# Calothamnus sanguineus
Calothamnus sanguineus är en myrtenväxtart som beskrevs av Jacques-Julien Houtou de La Billardière. Calothamnus sanguineus ingår i släktet Calothamnus och familjen myrtenväxter. Inga underarter finns listade i Catalogue of Life.